# يوهانا صوفيا كتنر

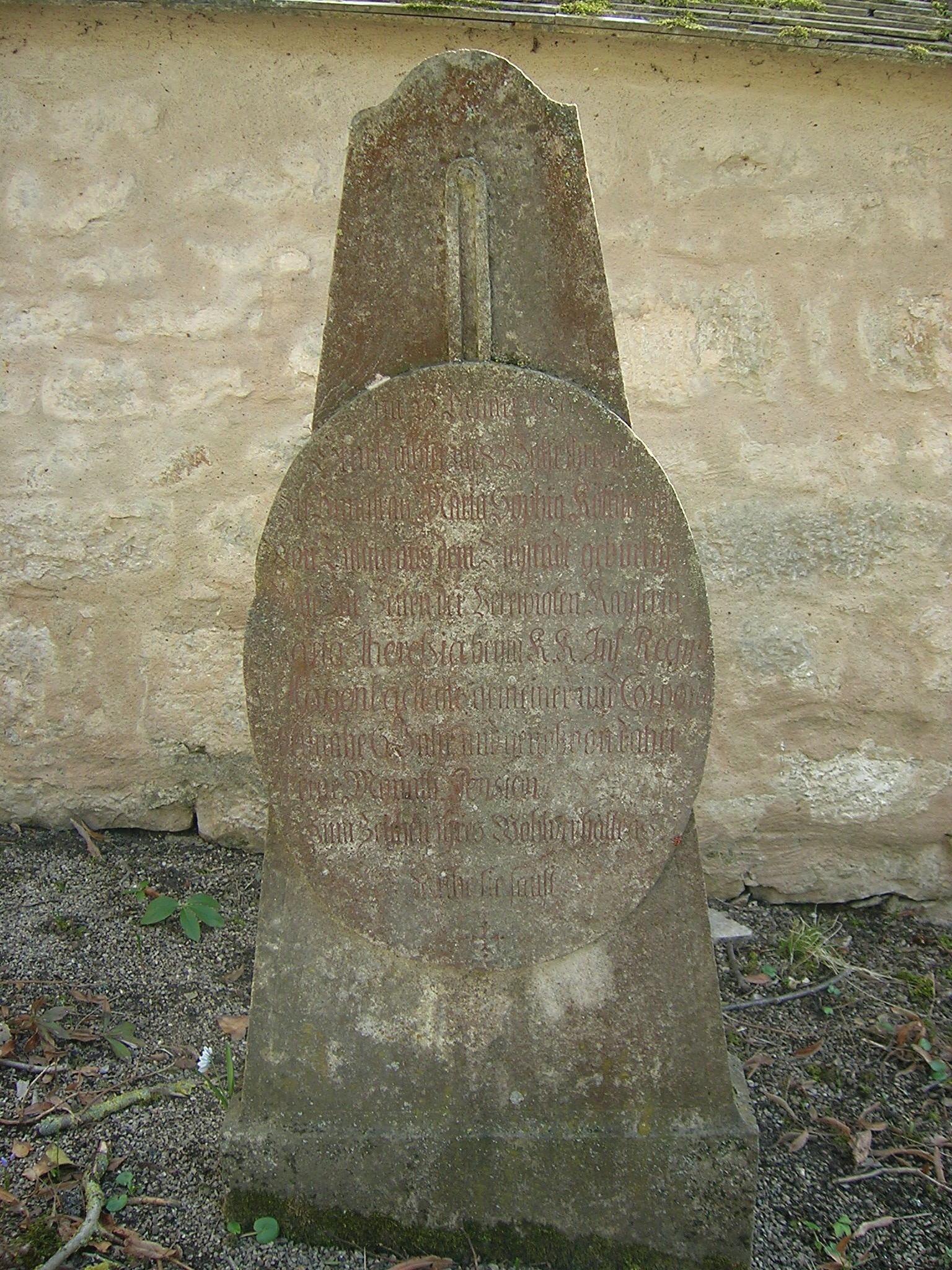
قبر يوهانا صوفيا كيتنر

يوهانا صوفيا كتنر (بالألمانية: Johanna Sophia Kettner) ـ (1721 ـ 22 يناير 1802) هي جندية نمساوية، خدمت في الجيش النمساوي ـ متنكرة في زي رجل ـ لأربعة عشر عامًا.

## خدمتها بالجيش النمساوي
التحقت كتنر (التي تختلف المصادر في تاريخ ميلادها بين سنة 1721 وسنة 1724) بالجيش الإمبراطوري النمساوي سنة 1743، متنكرة في زي رجل ومتسمية باسم «يوهان كتنر». وقد خدمت في فوج مشاة هاغنباخ ذائع الصيت لأربعة عشر عامًا إلى أن نالت رتبة عريف. وهي بذلك أول امرأة تخدم بالجيش النمساوي وتصل إلى هذه الرتبة.

## انكشاف سرها
في سنة 1748، كُشف سرها أثناء علاجها من مرض خطير، فسُرِّحت من الجيش مع ما يليق من التكريم. وقد منحتها الإمبراطورة ماريا تيريزا معاش عريف مدى الحياة.

## وفاتها
في 22 فبراير 1802، توفيت كيتنر في دير القديس أوخاريوس في آيشتيت.